# Bandera del Kirguizstan
La bandera del Kirguizstan fou adoptada el 3 de març de 1992. Es compon d'un fons vermell amb un sol groc al centre, que té 40 rajos que representen les 40 tribus kirguises. Al centre del sol hi ha tres línies vermelles que representen el forat del sostre d'una iurta kirguís vista des de dins.
En realitat, és una representació del primer que es veu quan es desperta en una iurta, és a dir, la construcció del pinacle de cada iurta kirguisa amb tres llistons entrecreuats a través de l'obertura circular a la part superior de la iurta.Adoptada el 1992, poc més de set mesos després de la declaració de la independència del país, per substituir la bandera de la República Socialista Soviètica del Kirguizstan (RSS), és la bandera de la República Kirguisa des d'aquell any. El vermell de la bandera està inspirat en el banderí aixecat per Manas, l'heroi popular del país.

## Banderes històriques

Bandera de la República Socialista Soviètica del Kirguizstan (1952-1991)